# Pete Rock & CL Smooth
Pete Rock & C.L. Smooth è stato un gruppo musicale hip hop statunitense di Mount Vernon (New York). Hanno fatto il loro debutto nel mondo del rap con l'EP del 1991, All Souled Out, che con dei discreti dati di vendita ha convinto la Elektra Records a spianare la strada al duo per la pubblicazione nel 1992 dell'album LP Mecca and the Soul Brother.
Come produttore, DJ Pete Rock (Peter Phillips) ha avuto una preferenza per un lato scuro del soul e del jazz come ispirazione per i suoi campionamenti; mentre la voce guida del duo, CL Smooth (Corey Penn) inseriva una vena filosofica nelle rime dei suoi rap, evitando temi troppo "profani". Il singolo che ha segnato la loro carriera è stato “They Reminisce Over You (T.R.O.Y.)”, una sorta di tributo in onore dell'amico Troy "Trouble T-Roy" Dixon, membro del gruppo Heavy D & the Boyz, morto nel 1990 a 22 anni.
L'album del 1994 The Main Ingredient fu il loro seguente lavoro, apparso per lo più come un collage di guest appearances per remix, colonne sonore ed altri lavori minori. Public Enemy, EPMD, Heavy D e Johnny Gill furono gli artisti principali che collaborarono con il duo, ottenendo così credito tanto da produrre il singolo di ritorno dei Run-DMCdel 1993 'Down with the King'. A dispetto di questo, il duo non arrivò più a vendite che gli permisero di ottenere almeno il disco d'oro.
Separatisi nel 1995 (poco dopo aver collaborato allo spot della Sprite), si riunirono successivamente per la registrazione dei dischi da solista di Pete Rock Soul Survivor del 1998, PeteStrumentals del 2001, e Soul Survivor II del 2004. Si sono riuniti anche per un tour che anticipava l'uscita di un nuovo album, chiuso al famoso locale di Londra Jazz Cafe. Nonostante queste intermittenti collaborazioni, in separate interviste i due hanno escluso il ritorno al lavoro assieme a tempo pieno.
La loro raccolta di "best of", Good Life, è stata pubblicata dalla Elektra nel 2003.

## Discografia
Album in studio
- 1991 - All Souled Out
- 1992 - Mecca and the Soul Brother
- 1994 - The Main Ingredient

Raccolte
- 2003 - Good Life: The Best of Pete Rock & CL Smooth

### Singoli
- The Creator (Remix) (1991)
- They Reminisce Over You (T.R.O.Y.) (1992)
- Straighten It Out (1992)
- Lots of Lovin' (1993)
- One in a Million (1993)
- Take You There (1994)
- I Got a Love (1995)
- Searching (1995)
- Back On The Block (2001)
- Shine On Me (2003)
- It's a Love Thing/Appreciate (2004)